# 대동초등학교 (경남)
대동초등학교는 대한민국 경상남도 김해시 대동면 초정리에 있는 공립 초등학교이다.

## 학교 연혁
- 1924년 4월 28일 하동공립보통학교(4년제) 개교
- 1937년 3월 7일 6년제 개편 인가
- 1938년 4월 1일 하동공립심상소학교로 개칭[1]
- 1941년 4월 1일 하동공립국민학교로 개칭[2]
- 1944년 12월 1일 대동공립국민학교로 개칭
- 1950년 4월 1일 대동국민학교로 개칭[3]
- 1981년 3월 8일 병설유치원 인가
- 1996년 3월 1일 대동초등학교로 개칭[4]
- 2021년 9월 1일 제42대 임종인 교장 부임

## 학교 상징
- 교화 : 목련 - 이른 봄 일찍 부푼 꽃봉오리를 터뜨려서 보는 이의 마음을 희망에 부풀게 하는 목련의 부지런함을 배워서 참다운 대동 어린이가 되자.
- 교목 : 소나무 - 언제나 푸른 소나무의 끈기를 이어받아 씩씩하고 참을성이 많은 대동의 어린이로 자라서 우리 고장과 나라의 큰 기둥이 되도록 하자.

## 참고 자료
- 대동초등학교 - 한국교육학술정보원 학교알리미